# Синдром белог мантила
Синдром белог мантила (СБМ) је пролазни пораст крвног притиска  како код деце тако и код одраслих током њихове посете лекару или клиници, без обзира на доба дана или употребу антихипертензивних лекова. И док је синдром преовлађујући код деце, код одраслих се много ређе јавља.
Синдром белог мантила  је обично благог клинички ток, али ма тенденцију да еволуира у сталну хипертензију, или може бити са компликацијама у виду оштећење циљних органа - акутни коронарни синдром и акутни цереброваскуларни мождани удар. Дијагноза се поставља 24 часовним праћењем крвног притиска у амбулантним условима. Терапија лековима обично није потребна већ се саветује дуготрајно праћење ради правовремене дијагнозе упорне артеријске хипертензије коју треба активно лечити.
Препознавање овог синдрома је важно јер дијагноза хипертензије или резистентне хипертензије може бити погрешно протумачена и резултовати неодговарајућом прописаном доживотном терапијом лековима. Иако овај синдром може да носи повећан ризик од смртности и кардиоваскуларних догађаја, он је чест код пацијената  са синдромом опструктивне апнеје-хипопнеје у сну.
Амбулантно праћење крвног притиска (АБПМ) је препознато као бољи предиктор ризика од могућег оштећења органа и морбидних догађаја од клиничког праћења крвног притиска.  Многи пацијенти са високим крвним притиском који користе антихипертензивне лекове током мерења у ординацији  су хипертензивни, а заправо нормотензивни на другим местима. Према неким истраживањима  синдром белог мантила јавља се код 24%-39% опште хипертензивне популације.

## Називи
Називи синдром белог мантила, хипертензија белог мантила, ординацијска хипертензија, изолована клиничка хипертензија проистекла је из чињенице да  здравствени радници који пацијенту мере крвни притисак то чине у ординацији   носећи најчешће традиционалну униформу - беле мантиле.

## Епидемиологија
Овај синдром се јавља  као једна од нежењених манифестација код пацијената са повишеним крвним притиском  током мерења крвног притиска од стране лекара, иако се пацијенти са високим крвним притиском не жале на тегобе  и симптоме хипертензије, јер им је  ниво крвног притиска у нормалним околностима у гранцама нормале.
Према резултатима студија спроведених у многим клиникама, синдром белог мантила се јавља код 70-73% пацијената са дијагнозом хипертензије.
Као независни предиктор синдрома белог мантила, према неким истраживањима, утврђено је да има отприлике двоструко веће шансу да се испољи код жена него код мушкараца. Разлог за полну разлику је нејасан и требало би да буде истражен у будућим студијама.
Анализом база података из 11 земаља са средњим праћењем од 10,6 година, Stanley S.Franklin са сарадницима дошли су до следећих података:
|                                    | Низак ризик нормотензивни (н = 250) | Низак ризик синдромом белог мантила (н = 250) | Висок ризик нормотензивни(н = 92) | СП (н = 92) |  |
| ---------------------------------- | ----------------------------------- | --------------------------------------------- | --------------------------------- | ----------- |  |
| Жене                               | 118 (47,2)                          | 112 (44,8)                                    | 15 (16,3)                         | 9 (9.8)     |  |
| Етничко порекло: белац)            | 208 (83,2)                          | 208 (83,2)                                    | 75 (81,5)                         | 75 (81,5)   |  |
| Тренутно пушење                    | 43 (17,2)                           | 18 (7.2) ∗                                    | 47 (51.1)                         | 42 (45,6)   |  |
| Пије алкохол                       | 110 (51,4)                          | 112 (52,6)                                    | 43 (55,8)                         | 49 (67,1)   |  |
| Шећерна болест                     | 0 (0.0)                             | 0 (0.0)                                       | 23 (25.0)                         | 28 (30,4)   |  |
| Индекс телесне масе ≥30 кг/м 2     | 10 (4.0)                            | 12 (4.8)                                      | 11 (12.0)                         | 21 (22,8)   |  |
| Укупни холестерол >4,9 ммол/л      | 188 (75,2)                          | 205 (82.0)                                    | 80 (87,0)                         | 82 (89.1)   |  |
| Историја кардиоваскуларних болести | 0 (0.0)                             | 0 (0.0)                                       | 29 (31,5)                         | 28 (30,4)   |  |

## Етиологија
Некада се сматрало да је хипертензија белог мантила узрокована стресом који може да изазове преглед код лекара, и да ако се крвни притисак нормализује када пацијент напустили ординацију, он нема здравствених проблема.
Међутим, неки лекари мисле да хипертензија белог мантила може сигнализирати да је пацијент у опасности од развоја високог крвног притиска као дугорочног стања, и да је у већем ризику од развоја одређених кардиоваскуларних проблема у поређењу са људима који имају нормалан крвни притисак у сваком тренутку. Исто може важити и за људе који имају маскирану хипертензију, што значи да је њихов крвни притисак нормалан у ординацији, али периодично расте када се мери у другим окружењима, и да се и ова привремена повећања крвног притиска могу развити у дугорочан проблем.
Када се нека особа обрати лекару, то значи да она има здравствени пробле који га мучи, и повезује се са болешћу. Узроци синдрома белог мантила тумаче се узбуђењем и анксиозношћу (иако се ови симптоми не манифестују), односно невољним стањем напетости и анксиозности приликом посете амбулантама и болницама. Генерално, ова ситуација је блиска стресу: који је код пацијената изазван страхом од излагања прегледима, страхом од могућих болних медиицинских процедура и сазнања лоше дијагнозе.
Стрес изазван ефектом "белог мантила" може изазвати реакције повезане са ортосимпатичким нервним системом .
Према теоријама Ивана Павлова , у когнитивној психологији можемо сматрати да је поглед на „белу блузу“ условни стимулус који би као одговор (или рефлекс) изазвао на пример убрзање откуцаја срца или повећање притиска . / крвни притисак . Тешко је са сигурношћу знати који " безусловни стимулус " може бити у пореклу овог класичног условљавања јер ће зависити од историје особе.
Ова модификација параметара може пореметити тумачење резултата клиничког прегледа. 

## Фактори ризика
Већина лекара сматра да  су факторе ризика за настанак овог синдрома:
- старост,
- прекомерна телесна тежина
- прекомерни холестерол у крви,
- кардиопатију (посебно исхемија срца),
- историју шећерне болести.

Неки пацијенти чак и верују да привремено повећање крвног притиска, при мерењу крвног притиска може значити повећану претњу по здравље.
Како је синдром белог мантила повезан са дуготрајним ризиком од КВБ и укупним морталитетом код пацијената без антихипертензивне терапије, потребно је пажљиво праћење пацијената са хипертензијом белог мантила.
Неке студије су показале да око 85% пацијената са СБМ има неке облике метаболички синдром, или  дислипидемију која је присутна у већем проценту код пацијената са СБМ, него код хипертензивних или нормотоничних (око 40%). Стога се СБМ и дислипидемија сматрају као два рана знака метаболичког синдрома,  који може почети у детињству, а прати га вишак килограма и хронични процес на крвним судова, што доводи до њихових микролезија. Они су циљно место за накупљање масних компоненти, али су врло често и добра основа за убрзани процес читавог низа поремећаја као што су:
- артеријска хипертензија,
- интолеранција на глукозу или хипергликемија,

- хипертриглицеридемија,

- дислипидемија,

- прекомерна телесна тежина  и друге манифестације.

У комбинацији са другим кардиоваскуларним факторима ризике метаболички синдром може да доведе до неповратних процеса на том путу као што су шећерна болест типа 2, коронарна болест срца, оклузија периферне артерије и цереброваскуларни мождани удар,  поремећена функција ендотела, механизми коагулације и др.

## Патогенеза
Патогенеза овог синдрома  директно је повезана са хуморалном и аутономном неурорегулацијом васкуларног тонуса. При најмањем стресу (а за многе је одлазак код лекара близак јатрофобији), повећава се синтеза хормона хипофизе кортикотропина (АЦТХ), који стимулише производњу хормона катехоламина - неуротрансмитера епинефрин, норепинефрина и допамина, као и кортизола надбубрежне жлезде.  Према томе  коре великог мозга и лимбичког система стварањем хормонских надражаја  делују на хипоталамус. Хипоталамус тада делује тако што се активира кору надбубрежне жлезде која лучи адреналин. Када је излучен адреналина, тело је изложено његовом деловању. То се огледа  у  Fight-or-Flight response.    Једна од последица је стимулација кардиоваскуларног система, која  због вазоконстриктивног дејства свих ових хормона - доводи до сужавања крвних судова, што доводи до повећања крвног притиска.
Према истраживањима у периоду од  10 година откривено је да је дошло код 42.6% пацијената са СБМ до развоја сталне хипертензије.7  И док су неке патохистолошке студије показале  морфолошке промене (атеросклеротичне промене) првенствено тунике интиме крвних судова, код особа са СБМ, дотле су друге студија показале да је СБМ  важан предиктор у развоју хипертрофије леве срчане коморе.
Пацијенти са другом стадијумом артеријске хипертензије такође имају значајно чешћу појаву цереброваскуларних догађаја него особе са нижим крвним притиском. Верује се да је у основи изненадног поремећаја церебралне циркулације  деловања пулсног таласа, који се преноси уз артеријских крвних судова.
Пошто се синдром белог мантила обично јавља при свакој посети лекару, то указује и да се ради о специфичном психосоматском одговору на конкретну ситуацију.

## Клиничка слика
Чак и пацијенти који стално узимају антихипертензивне лекове могу показати симптоме синдрома белог премаза: висок крвни притисак у моменту мерења.
Код овог синдрома чешће него нормално, индекс систолног (горњег) притиска (који је нормално 110-120), буде 140-150 мм Хг , и већи је од индекса дијастолног крвног притиска притиска (70-90 ммХг).
Овај синдром се примећује код 32-35% пацијената који долазе у болницу и немају проблема са притиском. Међутим истраживања су показала да 15% пацијената заправо има висок крвни притисак. Међутим, код скоро 20% пацијената, овај синдром се погрешно сматра хипертензивном болешћу (рефракторна хипертензија) - и тада се неоправдано користе лекови за стабилизацију крвног притиска.
Код нормотензивних, ефекат белог мантила може довести до лажне дијагнозе хипертензије  и непотребног интензивирања антихипертензивног лечења.То доводи до значајне штете за пацијента: неоснован стрес због хроничне болести, дуготрајног лечења, лекарског праћења, код скоро 25% лажне хипертензије због ефекта белог мантила, која погађа више тинејџере, младе и старијих особа.
Због тога је пре примене терапије неопходно доказати постојање трајне хипертензија: самомерањем крвног притиска код куће и вишечасовним мониторингом у случају сумње на ову дијагнозу, код скоро четвртине пацијената са дијагнозом хипертензије.

## Синдром белог мантила током трудноће
Синдром белог мантила током трудноће је доста чест, када сви системи тела функционишу у модификованом режиму. Према неким извештајима, укупна преваленција овог синдрома у трудноћи је око 32%. Код половине будућих мајки, синдром се наставља током трудноће и ни на који начин не утиче на њихово стање.
Међутим, треба имати у виду да скоро 40% трудница карактерише реално повећање крвног притиска (бенигна гестациона хипертензија), што са повећањем гестацијске старости може довести до  токсикозе у трудноћу са веома високим крвним притиском, или  до прееклампсије, која може да напредује у еклампсију, угрожавајући живот мајке и фетуса. Према статистикама СЗО, око 8% трудница се суочава са овим проблемом.

## Компликације и последице
Последице и компликације овог синдрома су развој хипертензије и срчаних обољења. Већи је ризик присутан је код оних чији је крвни притисак виши. Поред тога, пацијенти са синдромом белог мантила имају 1,9 пута повећан ризик од развоја кардиоваскуларних болести.
Међу нежељене ефекате који могу бити изазвати синдром белог мантила, спадају неки од поремећаји здравствено стања везани за:
- централни нервни систем,
- ендокрини и кардиоваскуларни систем,
- бубреге,
- присуство генетских фактора који доводе до различитих поремећаја вазодилатације и вазоконстрикције.

## Дијагноза
На ефекат белог мантила треба посумљати у случају:
- емоционалне, анксиознти, код нозофобичних субјекта , који се плаши медицинског окружења;
- разлике крвног притиска између кућног мерења крвног притиска и мерења у ординацији;
- значајно одступање у мерењима различитих лекара;
- нормализације притиска након неколико узастопних мерења;
- ниске артеријске хипертензије отпорне на различите понуђене третмане.

Пошто је при мерењу крвног притиска једини симптом синдрома белог мантила који је видљив на скали мерача крвног притиска, само на основу овог синдрома не може се дијагностиковати хипертензија приликом стандардне посете лекару. Као што показује пракса, за дијагнозу и лечење хипертензије, једно мерење крвног притиска код лекара пречесто је погрешно.
Синдром се може открити инструменталном дијагнозом - аутоматизованим мерењем крвног притиска у трајању од 15-20 минута на клиници. Или 24-часовним амбулантним праћењем крвног притиска (АМАД), што је дијагностички тест избора. Ово може помоћи да се утврди да ли се висок крвни притисак јавља само у ординацији или је то трајно стање које захтева лечење.
Дијагноза синдрома белог мантила  амбулантним праћењем крвног притиска, као и  употреба  теста за потврђивање дијагнозе код пацијената са сумњом на хипертензију, према британском националном институту здравствених експерата, представља најтачнију и најисплативију опцију за клиничку дијагностику.

## Диференцијална дијагноза
У диференцијалној дијагностици користи се 24-часовно мерење крвног притиска помоћу разних преносивих електронских уређаја. Дакле, циљана контрола нивоа крвног притиска у обичном кућном окружењу - погоднија је и јефтинија - и пружа диференцијалну дијагнозу или разликовање синдрома белог мантила од  хроничне хипертензије.

## Терапија
До данас, о дијагнози и лечењу синдрома белог мантила објављено је много контроверзи у медицинској заједници, јер још увек нема убедљивих доказа да привремено повећање крвног притиска током посете лекару негативно утиче на здравље.
Иако је опште прихваћено да овом синдрому није потребно лечење (бар у почетној фази), и да је боље избегавати непотребне лекове за смањење крвног притиска, јер њихова употреба може довести до васкуларне хипотензије (ниског крвног притиска), када се ради о пацијентима са могућим повећаним кардиоваскуларним ризиком, овај синдром не треба занемарити, већ на сваких 6 до 12 месеци треба обавити контролу од стране кардиолога.
Ако постоје знаци који указују на напредак ка суштинском хипертензије, терапија је индивидуална, према начелним препорукама за лечење хипертензије. Неке студије сугеришу да употреба инхибитора ензима конвертовања ангиотензина и блокатора калцијумских канала може бити добар први избор код већине ових пацијената.

## Прогноза
Кардиоваскуларни ризик код пацијената са „артеријском хипертензијом белог мантила” је идентичан оном код нормотензивних пацијената, што потврђује одсуство индикација за антихипертензивну терапију. 
Како је њена учесталост већа са старењем, а не са ризиком од кардиоваскуларних болести, ризик од кардиоваскуларних болести код већине особа са артеријском хипертензијом белог мантила је упоредив са нормотензивним контролним субјектима прилагођеним узрасту и ризику.

## Превенција
Спречавање могућег развоја хипертензије код пацијената са заснива се на:
- промене начина живота,
- смањењу телесне тежине,
- редовном вежбању,
- избегавању алкохола и пушења,
- дијета са ограничењем соли и натријума.